# Amiénois
L'Amiénois (letteralmente "la regione di Amiens") è una zona nell'alta Piccardia, che oggi occupa il centro del dipartimento della Somme.
Sotto i Carolingi l'Amiénois occupava le zone di Amiens, Conty, Poix-de-Picardie, Doullens, Picquigny e Rubempré.

## Feudatari
I conti di Amiens furono vassalli del vescovo fino al 1185, quando Filippo II di Francia unì la contea alla corona. Carlo VII nel 1435 lo cedette per un trattato a Filippo III di Borgogna; alla morte di Carlo il Temerario la contea tornò a re Luigi XI, a cui fu assicurata con il trattato di Arras nel 1482.